# Каркасон (игра)
 Тази статия е за играта „Каркасон“.  За града в Южна Франция вижте Каркасон.  
„Каркасон“ (Carcassonne) е игра на дъска с плочки и човечета, предназначена за двама до петима играчи. Измислена е от германеца Клаус-Юрген Вреде и издадена през 2000 година от компанията Hans im Glück в Германия. Играта е наречена по името на средновековния град Каркасон в Южна Франция, известен със солидните си крепостни стени. През 2001 година играта печели две награди – „Игра на годината“ („Spiel des Jahres“) и наградата „Deutscher Spiele Preis“. Играта става популярна и дава начало на множество вариации с допълнителни комплекти от плочки, както и на версии на играта за компютър, конзола и мобилни устройства.

## Цел на играта
В комплекта се съдържат 72 плочки, от които една е отбелязана като начална, 40 човечета, разпределени по осем в 5 цвята, и една дъска, по която са отбелязани точките от 0 до 49 и по която всеки играч мести едно от човечетата си. Наредени, плочките образуват средновековна карта, състояща се от замъци, църкви, мрежа от пътища между тях и зелено поле за фон.
Играта започва като единичната плочка за начало се постави на масата с картинката нагоре, а останалите 71 плочки се разбъркат, обърнати с картинката надолу. Всеки ход играч, който е на ред, тегли по една от плочките и трябва да я постави с картинката нагоре така, че поне една от страните на неговата плочка трябва да се долепи точно до страна на вече поставена на масата плочка. При това, новопоставената плочка трябва да бъде сложена на такова място, че изображението върху нея да е продължение на оформилата се от околните плочки област, т.е. пътят трябва да се свързва с път, градът – с град, а полето – с поле.
След като постави нова плочка, играчът може да избере да позиционира някое от своите човечета върху някой от елементите на новопоставената плочка: град, църква, път или поле. Когато дадена област, върху която е позиционирано човече, бъде завършена, точките се пресмятат и човечето се връща при играча, който после може да реши да го постави в нова област.
Играчът, който е на ред и избере да постави човече, не бива да го слага на място, което директно се свързва с елементи от картата, на които вече са позиционирани човечета на друг играч. Възможно е обаче в течение на играта две първоначално несвързани помежду си области, в които различни играчи са позиционирали свои човечета, да се свържат в една „споделена“, едносвързана област. Тогава при броенето на точките за тази област, точките се делят на броя играчи, поставили човечета в тази област.
Играта приключва, когато се постави и последната плочка. В този момент се изчисляват точките за всички играчи в зависимост от разположението на човечетата върху плочките на масата. Играчът с най-много точки печели играта.

## Пресмятане на точките
По време на играта се изчисляват точки за всеки завършен обект, като под завършени обекти се разбират:
- град, ограден от всички страни с непрекъсната крепостна стена
- църква, чиято плочка се намира в центъра на осем други съседни плочки
- път, който се смята за завършен, ако е непрекъсната линия, свързваща (произволно някое от двете неща измежду) град, църква и/или кръстопът.

Докато играта не завърши и всички плочки не бъдат поставени на масата, не се пресмятат точките за зелените полета, както и за областите на картата, които са недовършени и биха могли да бъдат продължени. За тези области се пресмятат точки едва, когато играта завърши.
Като цяло, точки се присъждат в съответствие с броя плочки, върху които се разгръща едносвързаната област (град, път или поле). За църквите се дават толкова точки, от колкото съседни плочки са заобиколени. Полетата дават толкова точки, колкото са плочките върху които полето се простира, ограничено от крепостните стени на завършените градове. Някои от плочките с градове са допълнително обозначени с гербове, и тези плочки носят два пъти повече точки.
За всяка област се присъждат следния брой точки на плочка
| Вид област | При завършена област по време на играта        | При незавършена област в края на играта                |
| ---------- | ---------------------------------------------- | ------------------------------------------------------ |
| Град       | 2 точки/плочка + 2 точки за герб               | 1 точка/плочка + 1 точка за герб                       |
| Път        | 1 точка/плочка                                 | 1 точка/плочка                                         |
| Църква     | 1 точка + 1 точка за всяка от съседните плочки | 1 точка + 1 точка за всяка от съседните плочки         |
| Поле       | Не се пресмята                                 | 3 точки за всеки завършен град, с който полето граничи |

## Съображения при играта
Играта „Каркасон“ се смята за подходяща за начинаещи, отличавайки се с прости правила, с това, че играчите не биват елиминирани, и че се играе бързо. В играта има съществен елемент на късмет, но изграждането на добра тактика може чувствително да подобри шансовете за победа. Примери за тактически съображения при играта са следните:
- Съхраняване на човечета. Тъй като всеки играч може да постави в играта само седем човечета, те лесно могат да свършат преди да бъдат завършени съответните области. Това съображение е от особено значение при по-малък брой играчи, тъй като тогава всеки ще играе с повече на брой плочки по време на играта.
- Поставяне на плочки на места и по начини, които облагодетелстват опонентите (например поставяне на плочка в съседство с чужда църква или продължаване на път, върху който е позиционирано чуждо човече).
- Търсене или избягване на „споделените“ области, в зависимост от текущия брой точки на играча и ситуацията на дъската.
- Съобразително позициониране на човечета върху зелените полета. Добре поставени върху зелено поле, човечетата могат да дадат на играча много точки в края на играта. Веднъж позиционирани обаче, те биват блокирани до края на играта.
- Хващане в капан на чуждите човечета. Не всички възможни комбинации на плочки съществуват в играта. Ако играчът може да прецени колко и кои от плочките съществуват, и са вече излезли, и кои остават до края на играта, може да се опита да създаде на масата ситуации, при които противникът няма полезен ход и не може да завърши областите, в които е позиционирал човечетата си, откъдето и те биха останали блокирани до края на играта, без да могат да носят точки.

|  | Тази страница частично или изцяло представлява превод на страницата Carcassonne (board game) в Уикипедия на английски. Оригиналният текст, както и този превод, са защитени от Лиценза „Криейтив Комънс – Признание – Споделяне на споделеното“, а за съдържание, създадено преди юни 2009 година – от Лиценза за свободна документация на ГНУ. Прегледайте историята на редакциите на оригиналната страница, както и на преводната страница, за да видите списъка на съавторите. ВАЖНО: Този шаблон се отнася единствено до авторските права върху съдържанието на статията. Добавянето му не отменя изискването да се посочват конкретни източници на твърденията, които да бъдат благонадеждни. |